# Amblychia rotundata
Amblychia rotundata là một loài bướm đêm trong họ Geometridae.